# Un plato de sardinas
Un plato de sardinas (الرجل ذو النعل الذهبي, ALA-LC: alrajul dhu alnael aldhahabii; nombre completo, Un plato de sardinas o la primera vez que escuché de Israel, طبق السردين أو المرّة الأولى التي سمعت فيها بإسرائيل, ALA-LC: tubiq alsaradayn 'aw almrrt al'uwlaa alty samiet fiha bi'iisrayiyl) es un documental sirio, producido por ARTE France-Grains de Sable. Realizada en 1997, tiene una duración de 17 minutos y su director y guionista fue Omar Amiralay.
Este breve documental cuenta la historia de Amiralay acerca de cómo escuchó por primera vez de Israel. En sus propias palabras, -"La primera vez que escuché sobre Israel, fue en Beirut, hablando de un plato de sardinas. Tenía seis años, Israel tenía 2"-. La película registra las reflexiones de su amigo Mohamed Malass sobre su propia ciudad natal de Quneitra antes y después de la ocupación israelí y la posterior liberación de la ciudad. Mientras paseaba por las ruinas de lo que queda de Quneitra. Esta película completa la trilogía de Amiralay sobre la represa de Tabqa, ya que también allí, critica los impactos que la construcción y el colapso de la represa tuvieron en la población local.
Unos meses antes del fallecimiento de su amigo y estrecho colaborador dramaturgo Sa'adallah Wannus, Amiralay escucha las palabras sombrías e implacables de su amigo, una despedida a una generación para la cual el conflicto árabe-israelí ha sido la fuente de toda desilusión.